# 백홍준
백홍준(白鴻俊, 1848년 ~ 1893년)은 한국 최초의 개신교 장로이자, 최초의 개신교 순교자다. 호는 북산(北山)이며, 평안북도 의주에서 출생하였다. 만주에서 선교사들에게 한국어를 가르쳤으며 한글 성경 번역 작업에도 참여하였다. 같은해 성동교회(새문안교회) 창립예배에서 서상륜과 함께 장로로 추대되었다. 불온 서적 간행과 불법집회주선 등으로 체포된 후 고문 끝에 옥사하였다.

## 생애
일찍이 개화사상에 눈떠, 1874년 만주 우장(牛莊)에 가서 스코틀랜드 선교사 매킨타이어와 로스 목사에게 한국어와 한국역사를 가르치며 서구과학과 영어를 배웠다. 1876년 이응찬·이성하·김진기 등과 함께 한국 최초로 개신교 세례를 받고 개신교 신자가 되었다. 세례를 같이 받은 동료들 그리고 두 선교사와 함께 성경 한글 번역 사업에 착수하여 1882년에는 누가복음과 요한복음을 번역한 후 간행하였다.
이후 점차 범위를 넓혀 1887년에 신약성경을 완역하였고, 영국과 스코틀랜드 성서공회의 재정지원속에 《예수교 성교전서》라는 이름으로 간행하였다. 이는 최초로 신약성경 완간으로 외국 선교사들에 의해 국내에서 번역된 것보다 13년이나 일찍 진행된 일이며, 선교사들의 한글 공부에도 크게 기여하였다.
1887년 언더우드가 서울 정동의 자기 집에서 14명의 신자와 함께 진행한 새문안교회 창립 예배때 서상륜과 함께 장로로 추대되었다. 1889년에는 언더우드와 함께 만주로 건너갔으며 그때에 교인 33명에게 세례를 받도록 주선했다. 이후 모펫(S A Moffett)과 J.게일 선교사 등의 안내자가 되어 국내에서 순회전도집회를 주선하였다.
평안도관찰사 민병석이 내린 체포령에 따라 1892년에 구속되었다. 사악한 서적을 간행하고 불법적인 순회집회 등을 주선했다는 혐의로 고문을 받고 고생을 하다가 다음해에 옥사함으로써 한국 최초의 개신교 순교자가 되었다.

## 같이 보기
- 예수교 성교전서
- 서상륜
- 새문안교회